# Guchin-Us
Guchin-Us (mongoliska: Гучин-Ус Сум, Гучин-Ус, Guchin-Us Sum) är ett distrikt i Mongoliet.   Det ligger i provinsen Övörchangaj, i den centrala delen av landet, 400 km sydväst om huvudstaden Ulaanbaatar.